# Назаренки (Новосанжарский район)
Назаренки (укр. Назаренки) — село,
Судовский сельский совет,
Новосанжарский район,
Полтавская область,
Украина.
Код КОАТУУ — 5323486707. Население по переписи 2001 года составляло 5 человек.

## Географическое положение
Село Назаренки находится на правом берегу реки Ворона,
выше по течению на расстоянии в 2,5 км расположено село Шпортки,
ниже по течению на расстоянии в 0,5 км расположено село Лелюховка.
Рядом проходит автомобильная дорога М-22 (E 577).